# Cooper County
Cooper County är ett administrativt område i delstaten Missouri, USA, med 17 601 invånare. Den administrativa huvudorten (county seat) är Boonville.

## Geografi
Enligt United States Census Bureau så har countyt en total area på 1 477 km². 1 463 km² av den arean är land och 13 km² är vatten. 

### Angränsande countyn
- Howard County - nord
- Boone County - nordost
- Moniteau County - sydost
- Morgan County - syd
- Pettis County - väst
- Saline County - nordväst